# صهارة (جبر)

الهياكل الجبرية بين الصهارة والزمر.

في الجبر التجريدي، تُعرف الصُّهَارَة على أنها الصنف الأساسي في البنى الجبرية. بشكل محدد يمكن أن يقال أن الصهارة تتألف من مجموعة M ذات عملية ثنائية وحيدة M × M → M. يجب أن تكون العملية الثنائية مغلقة بالتعريف.